# David Theile
David Egmont Theile, född 17 januari 1938 i Maryborough i Queensland, är en australisk före detta simmare.
Theile blev olympisk guldmedaljör på 100 meter ryggsim vid sommarspelen 1956 i Melbourne.